# Ekaltadeta
Ekaltadeta (досл. «могутній зуб», екалтадета) — викопний рід сумчастих, споріднений з сучасними кенгуровими мускусними щурами. Ekaltadeta був поширений на території сучасної формації Ріверслей в Північному Квінсленді з пізнього олігоцену до міоцену. Рід включає три види. Існує гіпотеза, що рід був або виключно м'ясоїдним, або всеїдним, але віддавав перевагу м'ясу, виходячи зі знайдених у скам'янілостях жувальних зубів. Цей висновок ґрунтується головним чином на розмірі та формі великих пилкоподібних премолярів, який є спільними для всіх зразків Ekaltadeta.
Відомі зразки включають два майже повних черепа, а також численні верхні та нижні щелепи.

## Таксономія

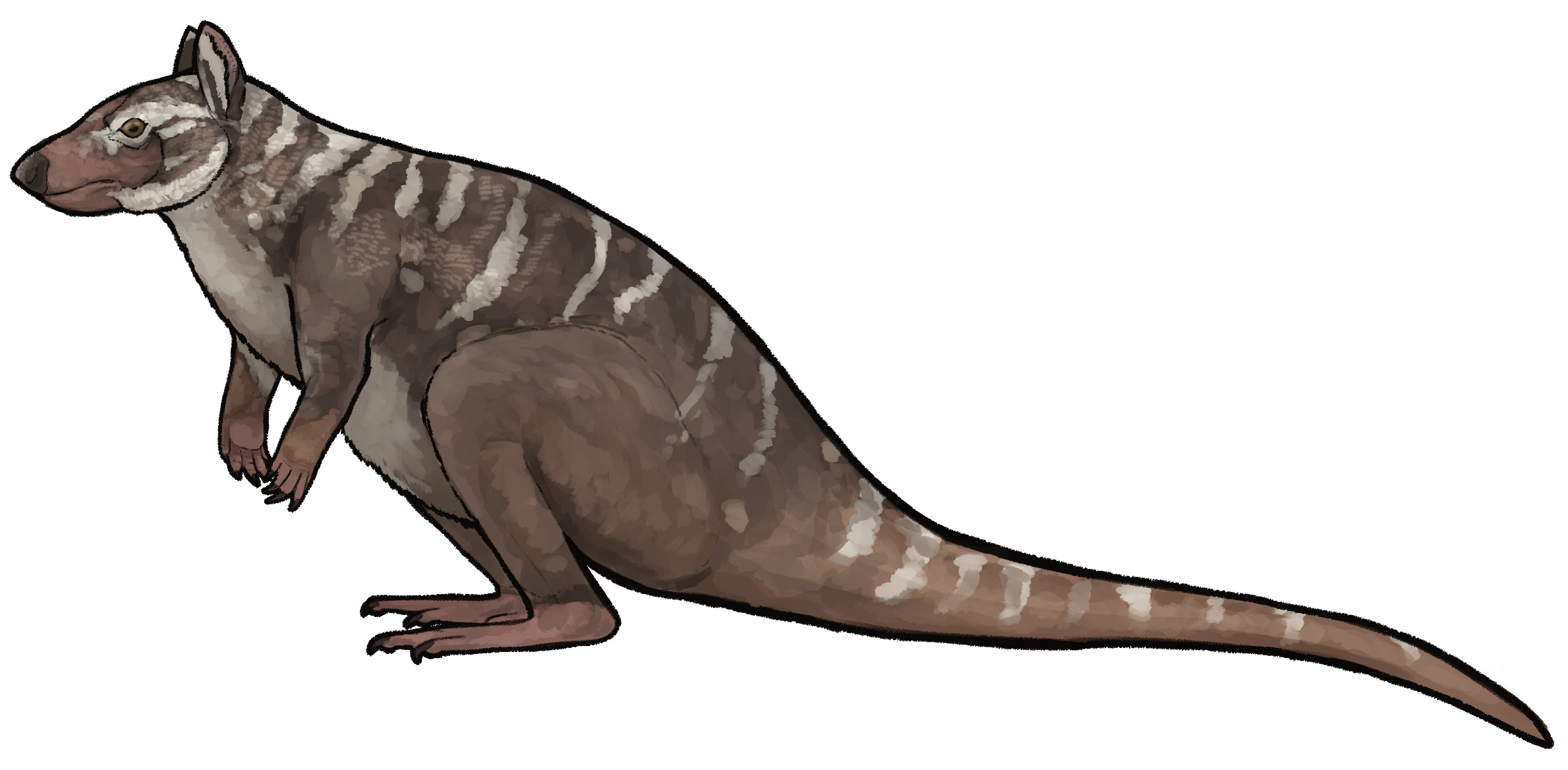
Художня реконструкція Ekaltadeta ima

Опис нового виду і роду був опублікований Майком Арчером і Тімом Фленнері (Tim Flannery) в 1985 році. Типовий вид — Ekaltadeta ima. Спершу його відносили до родини поторові, але, як і кенгуровий мускусний щур, рід був перенесений до родини мускуснокенгурові. Діагностичні риси роду були переглянуті у 1996 році Стівеном Вро (Stephen Wroe), який досліджував представників Propleopinae, після того, як нові викопні зразки дозволили порівняти їх з типовим матеріалом і продемонстрували нові характеристики.
Практично повний череп E. ima був описаний Wroe у 1998 році, що підштовхнуло до ще одного переосмислення клади Propleopinae, яка, як припускав автор, містила парафілетичні та поліфілетичні види. E. wellingtonensis був попередньо віднесений до Proleopus wellingtonensis у нещодавніх переглядах таксономії Propleopinae.
Назва «Ekaltadeta» походить від двох слів у мові корінного населення Мак-Донелл та означає «потужний зуб». Видова назва ima означає «засуджений до смерті» мовою того ж народу. Видова назва jamiemulvaneyi була дана на честь Дж. Малвані (J. Mulvaney), як спонсора Товариства Ріверслею.